# أراسنج جديد (زهرا السفلى)
أراسنج جدید (بالفارسية: اراسنج جدید) هي مستوطنة تقع في إيران في Zahray-ye Pain Rural District. يقدر عدد سكانها بـ 3,318 نسمة .